# Ekrem Jevrić
Ekrem Jevrić, psevdonim Gospoda, črnogorski pevec narodnozabavne glasbe, * 25. oktober 1961, Plav, Črna gora, † 4. marec 2016, New York, Združene države Amerike

## Življenje
Ekrem Jevrić je bil rojen leta 1961, leta 1985 se je poročil z ženo Igbalo, leta 1988 sta se preselila v Kanado in takoj nato v ZDA. Njegovi štirje sinovi so: Enis, Nermin, Hajrudin in Berat. Jevrić je dlje časa živel v naselju Yonkers, New York. Njegova najbolj znana pesem je Kuća poso, ki je v hipu dosegla izjemno visoko gledanost na Youtube-u, ta je že presegla 13 milijonov (2 milijona ogledov prvi mesec). Jevrić je posnel svoj prvi album z naslovom Kuća poso marca 2010. Zaradi visoke spletne popularnosti ga je podjetje Dolce & Gabbana najelo za predstavitev kolekcije Zima 2011, v kateri je predstavljal italijanskega krojača. Za to delo je prejel honorar 1.000 USD. 
Njegov videospot na spletni strani YouTube z naslovom »Kuća poso« je kmalu po internetni objavi postal eden najbolj gledanih internetnih spotov v državah bivše Jugoslavije. Internetni fenomen je bil omenjen tudi v oddaji BBC in v časniku The Independent.
Umrl je za posledicami srčne kapi v New Yorku, kjer je tudi pokopan.